# Etruskischer Skarabäus mit Tydeus

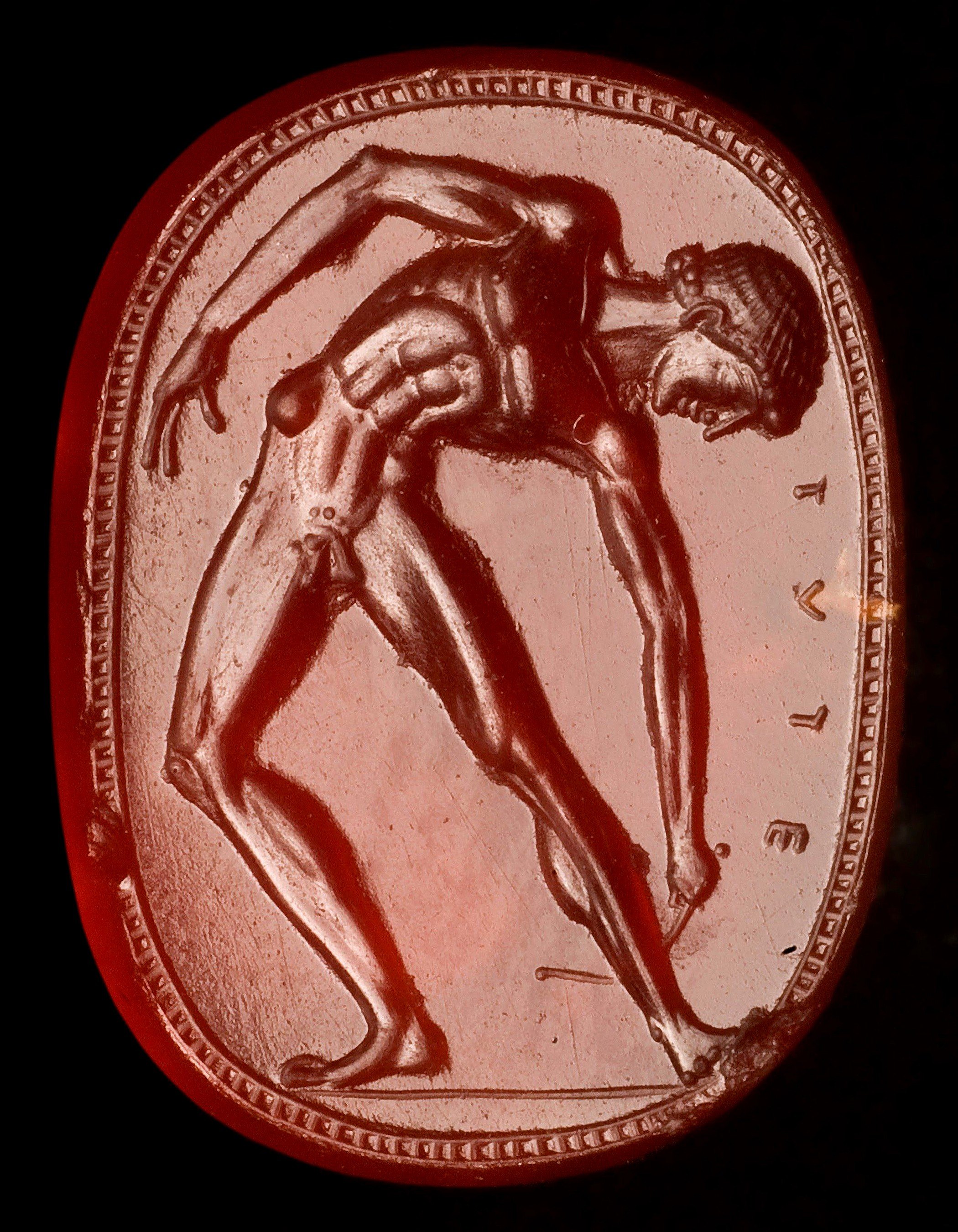
Der etruskische Skarabäus mit Tydeus aus dem frühen 5. Jahrhundert v. Chr.

Der etruskische Skarabäus mit Tydeus ist eine aus Karneol geschnittene Kamee, die im ersten Viertel des 5. Jahrhunderts v. Chr. gefertigt wurde. Der Skarabäus stammt aus der Sammlung des Altertumsforschers Philipp von Stosch und befindet sich heute in der Antikensammlung der Staatlichen Museen zu Berlin. Der Schmuckstein zählt zu den bedeutendsten Kunstwerken der etruskischen Glyptik.

## Beschreibung

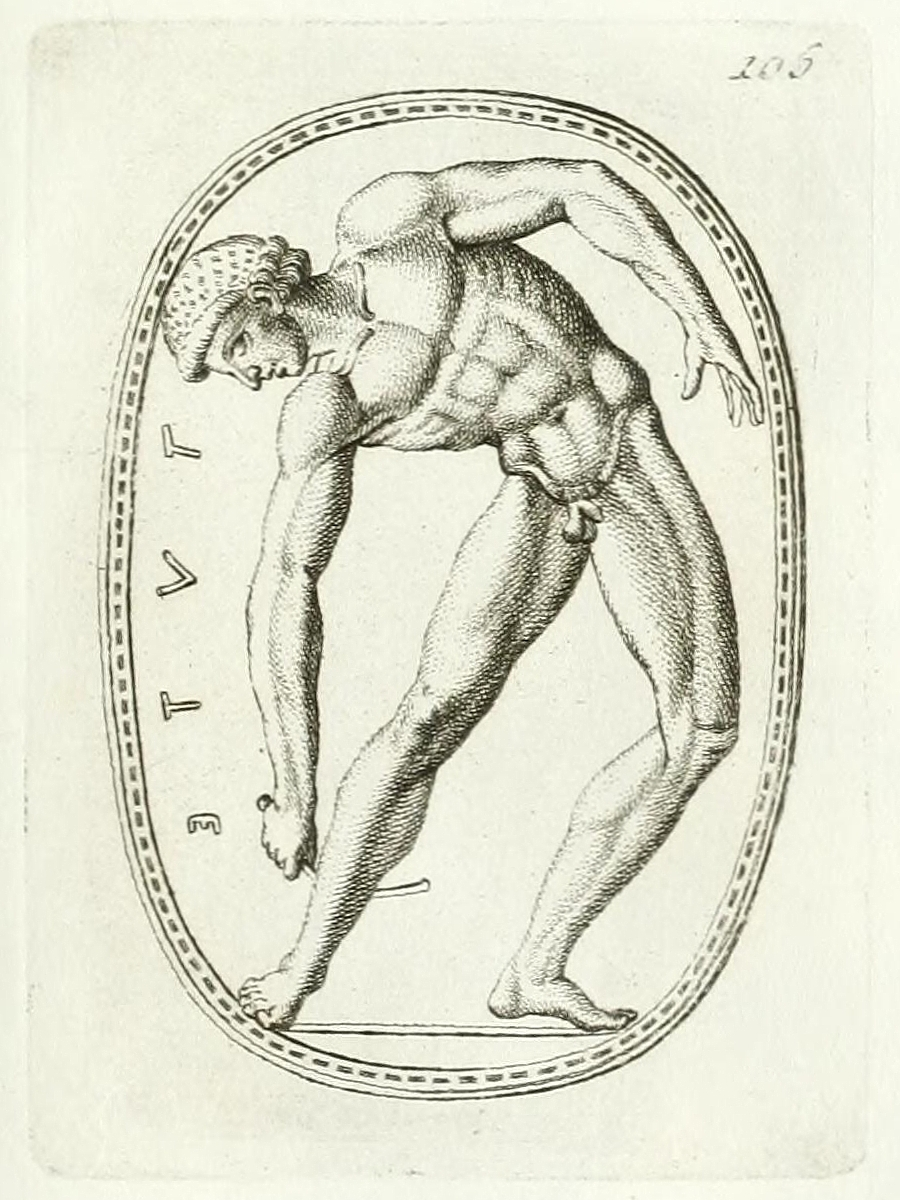
Kupferstich des Abdrucks von Johann Adam Schweickart (1767)

Das Schmuckstück ist aus Karneol gefertigt, einer meist undurchsichtigen orangen Varietät des Chalcedons. Der Schmuckstein ist oval geformt und weist eine Länge von 1,4 cm und eine Breite von 1,1 cm auf. Seine Dicke beträgt 0,2 cm. Das Bildfeld ist von einem Schmuckrand umgeben. Dargestellt ist ein unbekleideter Mann, der sich mit einer Strigilis die Wade reinigt. Eine Strigilis war ein in der Antike gebräuchliches Instrument, mit dem man sich nach sportlichen Übungen oder dem Besuch des Schwitzbades Öl, Schweiß und Staub vom Körper schabte. Sie bestand aus einem Griff und einem gekrümmten Vorderteil aus Bronze oder Eisen. Gesicht, Haare und Muskulatur der Figur sind detailgenau ausgearbeitet.
Die Figur ist nicht wie bei einer Gemme vertieft in den Stein eingeschnitten, vielmehr wurde der Hintergrund des Bildmotivs weggeschnitten, so dass die Figur wie ein Relief aus dem Stein herausragt. Auf diese Weise gefertigte Schmucksteine bezeichnet man als Kamee. Da Gemme auch als Oberbegriff für alle geschnittenen Edel- und Schmucksteine verwendet wird, kann man Schmucksteine wie diesen auch als Gemmen bezeichnen. Solche Gemmen wurden in der Antike auch als Siegelsteine benutzt. Sie hatten häufig die Form von käferförmigen Ringsteinen, die daher auch als Skarabäen bezeichnet werden. Skarabäen dieser Art wurden seit dem späten 6. Jahrhundert v. Chr. von etruskischen Steinschneidern aus Karneol hergestellt und oftmals mit Bildern aus dem griechischen Mythos verziert. Dieser in Etrurien weit verbreitete Typus des Siegelrings scheint eine genuin etruskische Errungenschaft gewesen zu sein, die später in ganz Mittelitalien Verbreitung fand.
Im 18. Jahrhundert wurde die Oberseite des Steins mit dem Käfer von der Unterseite mit dem Tydeus-Siegel abgetrennt.

## Inschrift

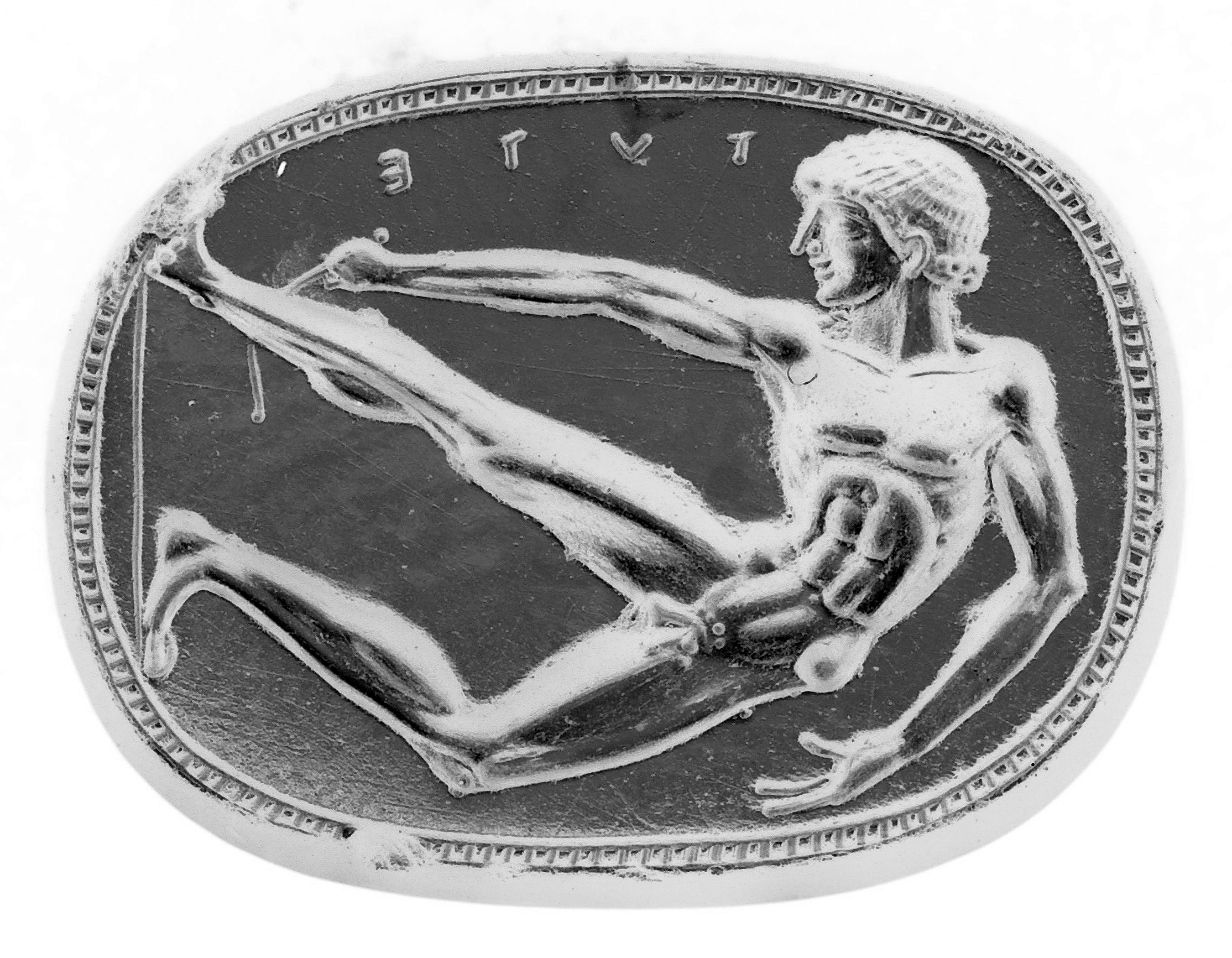
Abdruck des Schmucksteins gedreht

Aus der Inschrift geht hervor, dass auf dem Skarabäus der Heros Tydeus dargestellt ist, der zu den Helden aus der Sage der Sieben gegen Theben zählt. Die Inschrift lautet TUTE und gibt den etruskisierten Namen des Tydeus wieder. Drückt man das Siegel in ein weiches Material wie Ton, so entsteht ein Abdruck, auf dem die Inschrift entsprechend den etruskischen Schreibgewohnheiten von rechts nach links mit spiegelverkehrten Buchstaben zu lesen ist.
Tydeus ist in der griechischen Mythologie der Sohn des Oineus und der Vater von Diomedes. Seine Schwester war Deïaneira, die Gefährtin des Herakles, der von den Etruskern als HERKLE verehrt wurde. Wegen eines Mordes, den Tydeus begangen hatte, wurde er von seinem Vater aus dem Land vertrieben. Auf seiner Flucht kam er nach Argos zu König Adrastos, der ihn bei sich aufnahm. Tydeus war auch am Kriegszug gegen Theben beteiligt. Er forderte verschiedene Thebaner zum Kampf, besiegte und tötete sie. Im Kampf gegen Melanippos wurde er schwer verwundet. Da er das Hirn aus dem Schädel seines toten Gegners schlürfte, wandte sich Athene, die ihn eigentlich retten wollte, von ihm angewidert ab und ließ ihn sterben.

## Hintergrund
Die Etrusker übernahmen griechische Mythen und ihre Darstellungen in der bildenden Kunst. Thematisch an erster Stelle stehen dabei der trojanische und der thebanische Sagenkreis, dann folgen die Taten des Herakles. Aber auch unbekannte Kampfdarstellungen und einzelne Krieger gehören wohl der Sphäre des Mythos an. Manche Motive wiederholen sich und manche Stücke ähneln einander sogar wie Repliken. Auch exakte Wiederholungen gibt es, so dass man sie als Dubletten bezeichnen kann.
Die etruskischen Steinschneider übernahmen die griechischen Motive aus Teilen ganz unterschiedlicher Werke, gestalteten die kleinen Bildfelder aber eigenständig. Als Vorbilder dienten wahrscheinlich griechische Malereien und Statuen. Der Tydeus ist von einer komplizierten straffen Bewegung bestimmt, so dass seiner Gestaltung die Kenntnis des Diskobolos von Myron zugrunde liegen dürfte. Vielleicht haben die etruskischen Künstler auch Musterbücher benutzt.
Zunächst dominieren senkrecht stehende, steif wirkende Figuren in Seitenansicht oder in Frontalansicht mit dem Kopf im Profil. Allmählich gleicht sich die Haltung dem Oval des Bildfeldes an wie beim Tydeus, dessen Körperhaltung zudem thematisch geschickt begründet wird. Auf den Skarabäen erscheinen erklärende Beischriften, wie man es von den griechischen Vasen her kennt. Sie nennen gelegentlich genuin etruskische, meistens aber etruskisierte griechische Götter- und Heldennamen.

## Provenienz

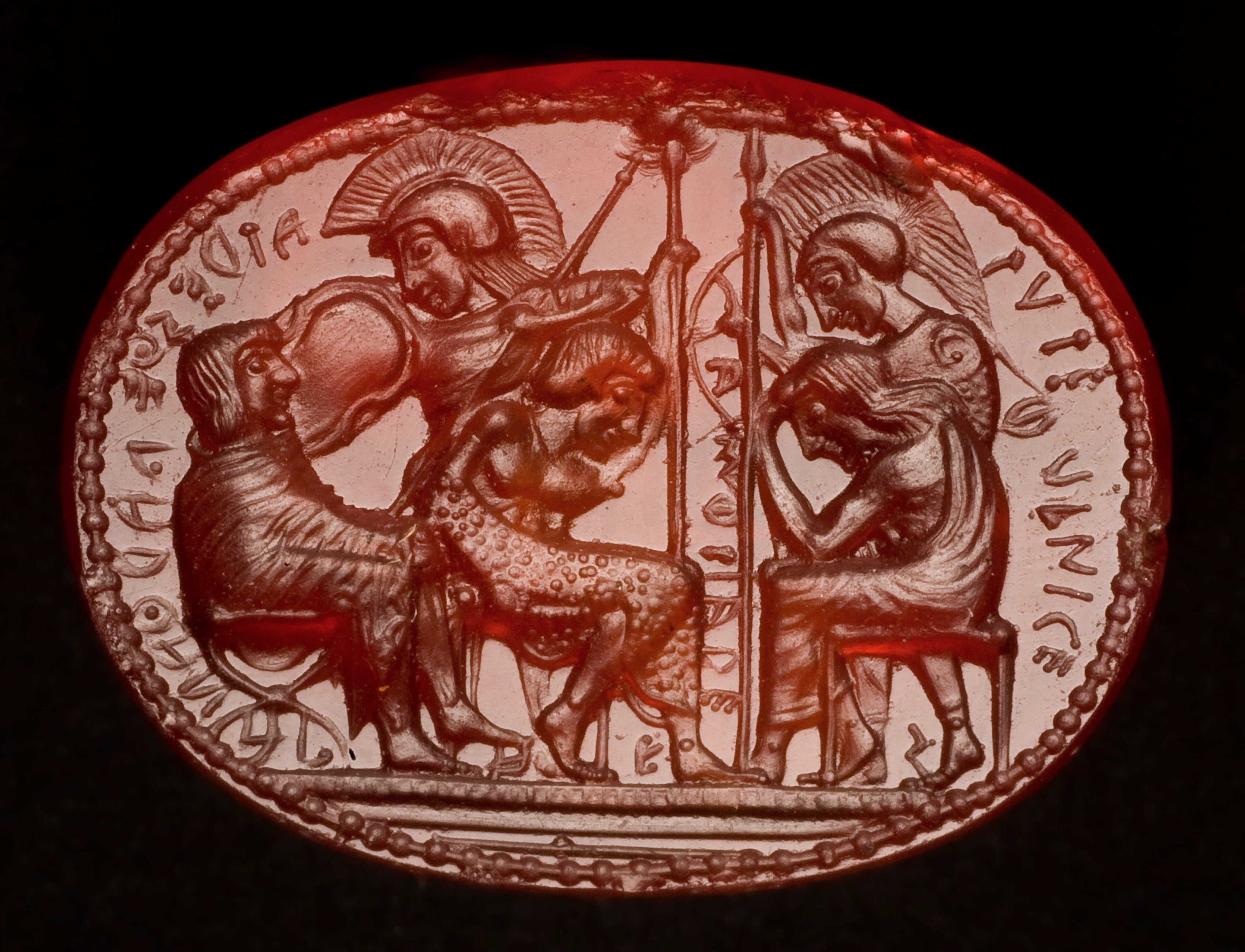
Der Stosch’sche Stein: Ein etruskischer Skarabäus aus dem frühen 5. Jahrhundert v. Chr.

Der Skarabäus wurde zwischen 500 und 475 v. Chr. angefertigt und gelangte Mitte des 18. Jahrhunderts in den Besitz eines Florentiner Kunsthändlers. Dieser verkaufte den Schmuckstein um 1750 an Baron Philipp von Stosch (1691–1757), der zu dieser Zeit in Italien lebte. Von Stosch war einer der bedeutendsten Antikensammler des 18. Jahrhunderts und hatte bis Mitte des Jahrhunderts die umfangreichste Gemmensammlung seiner Zeit angelegt. In seiner Sammlung befand sich ein weiterer wertvoller Skarabäus, der sogenannte Stosch’sche Stein. Nach dem Tod des Barons 1757 erbte sein von ihm adoptierter Neffe Heinrich Wilhelm Muzel die Sammlung und verkaufte sie 1764 vollständig an König Friedrich II. Die Sammlung wurde später zu einer der Grundlagen der Antikensammlung Berlin. Der Skarabäus befindet sich heute im Alten Museum auf der Berliner Museumsinsel.

## Rezeption

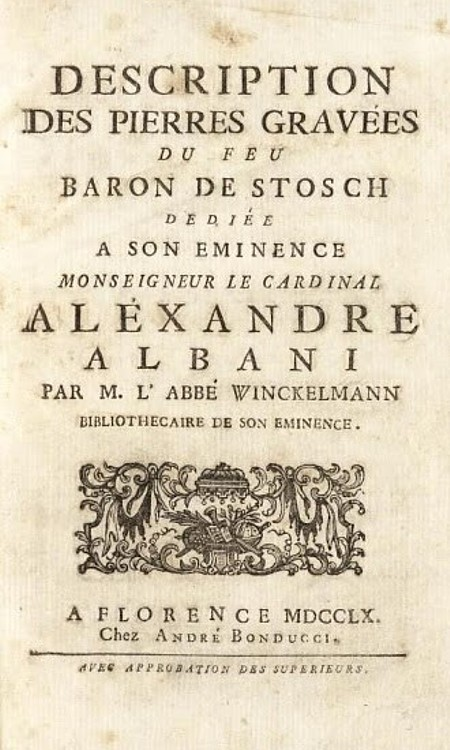
Titelblatt der Description des pierres gravées de feu Baron de Stosch von Johann Joachim Winckelmann (1760)

Mitte des 18. Jahrhunderts plante Philipp von Stosch die Publikation seiner Gemmensammlung und wollte den Kunstschriftsteller und Altertumsforscher Johann Joachim Winckelmann (1717–1768) für die Veröffentlichung gewinnen. Nach seinem Tod setzte sein Erbe Heinrich Wilhelm Muzel das Vorhaben um. Zwischen 1758 und 1759 wertete Winckelmann die Antikensammlung wissenschaftlich aus und veröffentlichte seine Ergebnisse 1760 unter dem Titel Description des pierres gravées de feu Baron de Stosch in Florenz.
In diesem Gemmenkatalog lieferte Winckelmann erste treffende Beschreibungen etruskischer Kunstwerke. Unter der Katalognummer 174 ging Winckelmann ausführlich auf den etruskischen Skarabäus mit Tydeus ein und erkannte in ihm ein bedeutendes Kunstwerk aus der etruskischen Frühzeit, das an Schönheit kaum zu übertreffen sei. In seinen Beschreibungen der etruskischen Gemmen findet man erste Betrachtungen zum etruskischen Stil der Figuren, zur Proportion und Komposition.
An der Darstellung des Tydeus bemängelte Winckelmann die harten Übergänge zwischen den einzelnen Körperteilen und empfand die Abgrenzung der einzelnen Körperformen als grob. Er gelangte aber auch zu der modernen Erkenntnis, dass die Steinschneider in der Archaik eine große Sorgfalt und Finesse besaßen und ihre künstlerische Technik bereits perfektioniert hatten. Daher verlegte er entgegen der damals herrschenden Ansicht die Blüte des etruskischen Kunstschaffens in das 6. und frühe 5. Jahrhundert v. Chr.
In seinem Spätwerk Monumenti antichi inediti von 1767 beschäftigte sich Winckelmann nochmals ausführlich mit der etruskischen Kunst und erwähnt wieder die beiden Skarabäen, deren kunsthandwerkliche Ausführung erneut hervorgehoben wurde. In diesem Werk ist auch ein Kupferstich von Johann Adam Schweickart (1722–1787) abgebildet, der die herausragende Bedeutung dieser Gemme reflektiert. Heute zählt der Skarabäus zusammen mit dem Stosch’schen Stein zu den Meisterwerken des etruskischen strengen Stils.